# 普羅斯納河
普羅斯納河是波蘭的河流，位於該國中部，屬於瓦爾塔河的支流，河道全長217公里，流域面積4,925平方公里，河畔城鎮有希隆斯克地區戈茹夫、普拉什卡、維魯舒夫、普羅斯納河畔格拉布夫和卡利什。
52°08′30″N 17°39′44″E / 52.1417°N 17.6621°E